# Tafetachte
Tafetachte (en arabe : تفتاشت) est une ville du Maroc. Elle est située dans la région de Marrakech-Safi.